# 2009 en Lorraine
Chronologie de la Lorraine
- 2005
- 2006
- 2007
- 2008
- 2009
- 2010
- 2011
- 2012
- 2013

Cette page est une liste d'événements qui se sont produits durant l'année 2009 en Lorraine.

## Contexte
- Pour l'INSEE, la Lorraine est la première région économique du Grand-Est en 2009[1], c'est également une des régions de France qui a le plus souffert de la crise avec un recul de l'emploi salarié de 2,8%[2]. La crise est la plus importante en Lorraine depuis 1930 avec un recul du PIB de 2.9% en 2009[3]

## Événements

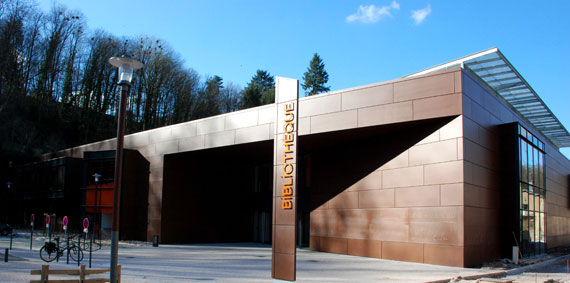
Bibliothèque Multimédia intercommunale d' Epinal.

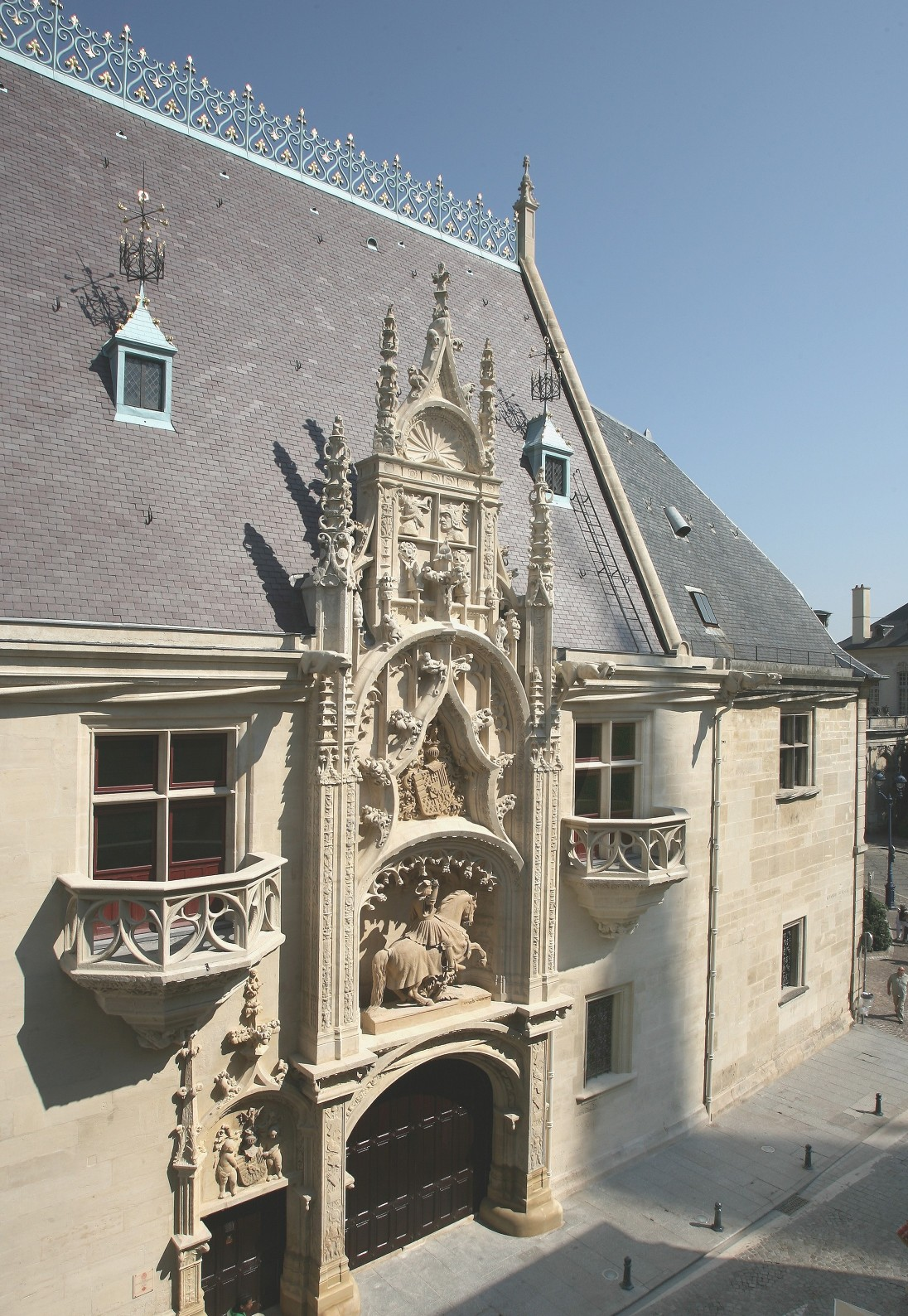
Palais ducal de Nancy.

- Handball Metz Moselle Lorraine devient Metz Handball et remporte le titre national de handball féminin ainsi que la Coupe de la Ligue française de handball féminin.
- Fermeture de l'aciérie de Gandrange (ArcelorMittal[4].

### Janvier
- 2 janvier :  création du quotidien Vosges-Matin[5].
- 27 janvier : cérémonie de pose de la première pierre du Center Parcs Trois Forêts près de Sarrebourg[5].

### Mars
- 31 mars : fermeture de l'aciérie de Gandrange [5].

### Avril
- 18 avril : inauguration de la Bibliothèque multimédia intercommunale d'Épinal. Le bâtiment a une surface totale de 4 300 m2.

### Mai
- 12 mai : achèvement des travaux du Centre Pompidou Metz [6].

### Juin
- 6 juin : septième marche des fiertés LGBT (Gay Pride) à Nancy[7]
- 9 juin au 20 septembre : exposition au Musée Lorrain de Nancy : « Les Juifs et la Lorraine, un millénaire d’histoire partagée »[8].
- 26 au 27 juin : 54ème Rallye de Lorraine remporté parMarc Barbé et Philippe Devienne sur une Peugeot 307 WRC[9].

### Juillet
- 16 juillet : 12e étape du Tour de France 2009. Le parcours de 200 kilomètres, reliait Tonnerre à Vittel. Victoire du Danois Nicki Sørensen.
- 17 juillet : 13e étape du Tour de France 2009. Le parcours de 200 kilomètres reliait Vittel à Colmar.
- 24 juillet au 2 août 2009 : homologation du record du monde de décollage en ligne de 329 montgolfières lors de la 11e édition du Mondial Air Ballons.

### Août
- La reine de la mirabelle 2009 est Laeticia Niclout[10]
- 15 août : apparition mariale à Holving[11].

### Septembre
- 19 septembre : inauguration d'une stèle en mémoire des soldats de la 7e Division Blindée US (Lucky Seventh) à Sillegny[12]. Cette division s'était illustrée lors de la bataille de la Seille.

### Octobre
- 1er, 2, 3 et 4 octobre : Festival international de géographie, à Saint-Dié-des-Vosges, sur le thème : Mers et océans : les géographes prennent le large.
- 100% Vosges, média régional de la presse gratuite d'information en Lorraine, édité par Vega Edition, dont le siège se trouve à Épinal dans les Vosges. Le magazine est diffusé dans 147 communes des Vosges à 35 000 exemplaires. Le site internet propose l'information vosgienne quotidienne dans les secteurs de la culture, du sport, de la détente et des faits de société.

## Inscriptions ou classements aux titre des monuments historiques

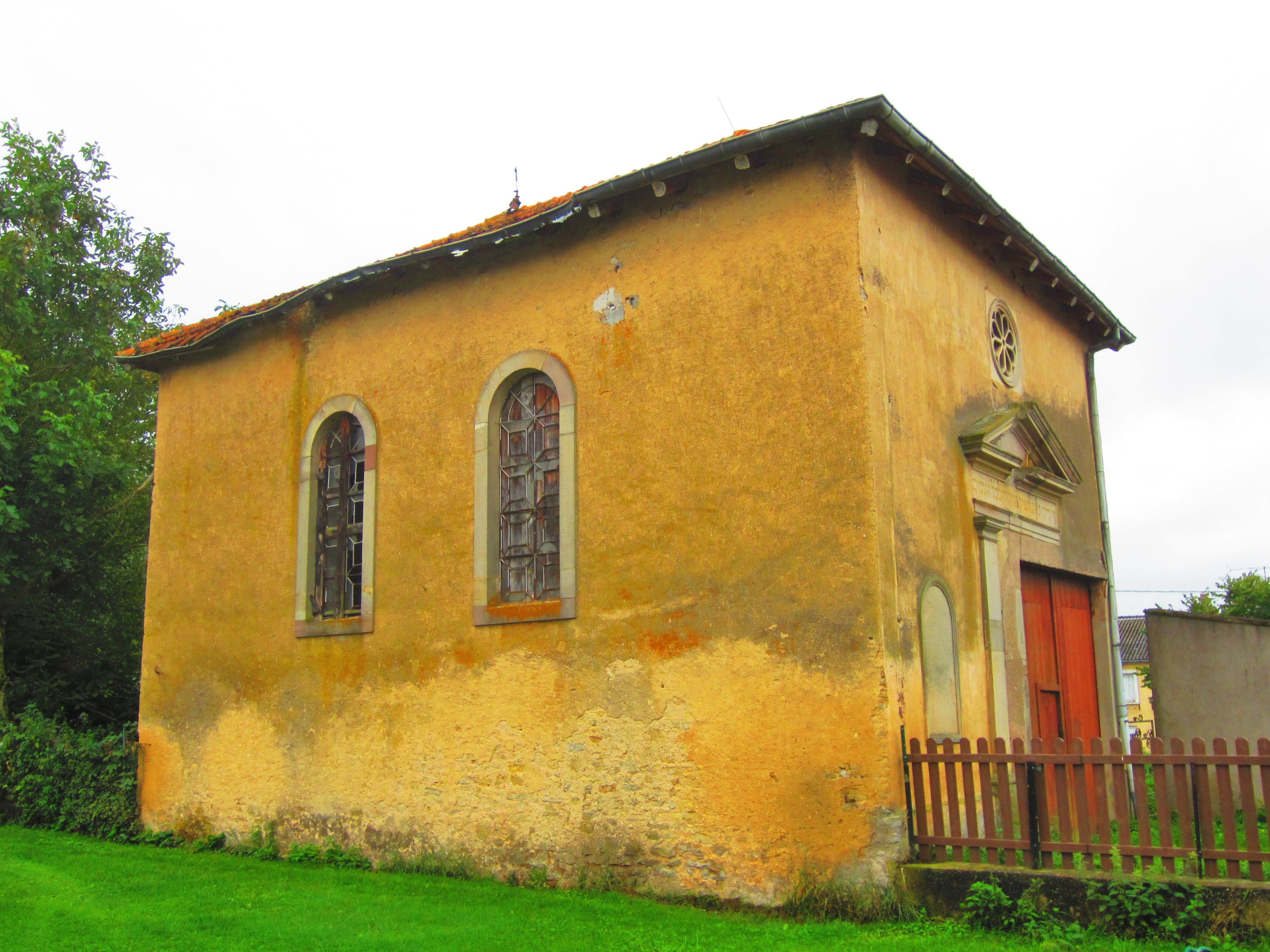
Synagogue de Maizieres les Vic.

- En Meurthe et Moselle : Maison Schott à Nancy[13]
- En Moselle : Synagogue de Maizières-lès-Vic[14]
- Dans les Vosges : Maison des Loups (Charmes)[15]

## Décès

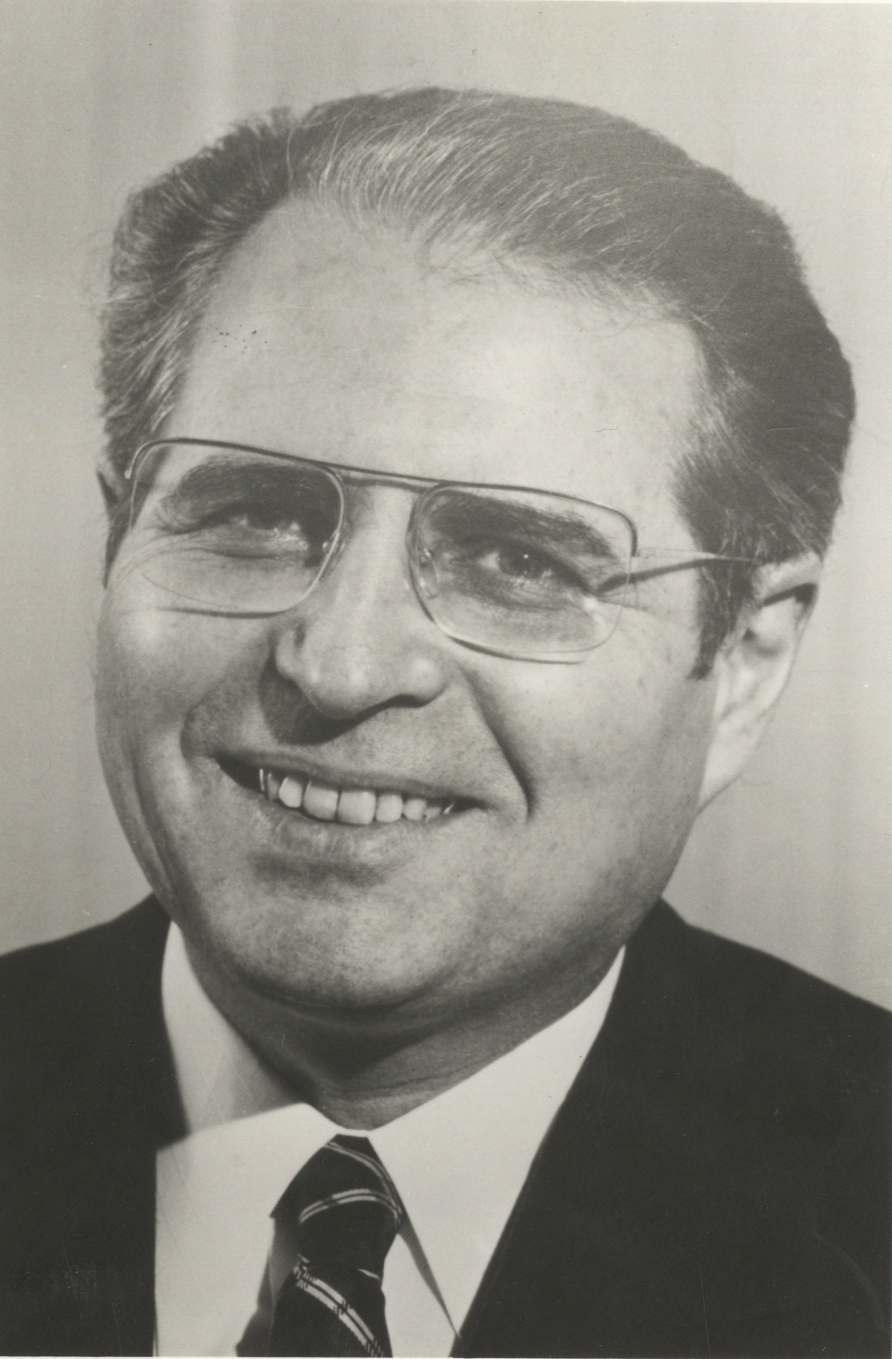
Claude Coulais

- 27 mars à Nancy : Catherine Erard, de son vrai nom Raymonde Erard, actrice française née le 23 mars 1928 à Strasbourg.
- 23 avril : 
  - Martine Broda (née à Nancy le 17 mars 1947[16]), poétesse, critique littéraire et traductrice française.
  - à Metz : Régis Hauser[17], né le 27 février 1947 à Sarreguemines, professionnel de la communication, consultant en marketing et écrivain français. Il est surtout connu pour être le créateur (sous le pseudonyme de Max Valentin) de la chasse au trésor Sur la trace de la chouette d'or et du jeu de piste sur Internet Sur la piste des cistes[17].
- 31 mai, à Charmes : Marcel Martin, né le 19 novembre 1916 à Charmes, est un homme politique français.
- 3 juin à Metz : Marie-Claire Barnier[18], née le 8 février 1940[19] à Valréas, joueuse de basket-ball devenue par la suite rameuse d'aviron française.
- 6 juin à Jœuf en Meurthe-et-Moselle : Amilcar Zannoni, né le 7 août 1922 à Bagno di Romagna en Émilie-Romagne (Italie), sculpteur français d'origine italienne qui s'est spécialisé dans la sculpture sur acier.
- 4 juillet à Forbach : Stanislas Budzyn, dit Staho (né le 31 octobre 1921 à Recklinghausen en Allemagne), footballeur polonais ayant obtenu la nationalité française à l'âge de 28 ans et jouant au poste d'arrière central.
- 17 juillet à Gorcy (Meurthe-et-Moselle) : Marcel Poblome[20], footballeur français, né le 1er février 1921  à Tourcoing (Nord) [20].
- 31 juillet : Marcel Le Bihan (1923-2009), résistant et maire honoraire de Pompey (Meurthe-et-Moselle)[21].
- 16 août aux Islettes (Meuse)[22] : Bernard de Bigault du Granrut, né le 12 mai 1920, à Sainte-Menehould, avocat du droit des sociétés et de droit pénal des affaires, ancien bâtonnier du barreau de Paris.
- 1er octobre : Jean-Marie Georgeot est un exégète catholique français, laïc, né le 18 mai 1923 à Mirecourt (Vosges), mort le 1er octobre 2009.
- 22 octobre à Dieuze : Rémi Cabocel, né le 13 septembre 1926 à Lezey, homme politique français.
- 3 novembre : Claude Coulais, homme politique français libéral, né le 23 janvier 1924 à La Châtaigneraie (Vendée). Il repose au cimetière de Préville de Nancy.
- 29 novembre à Metz : Gilbert Duchêne (né le 29 juillet 1919 à Moussey), évêque catholique français[23]. Il a été évêque de Saint-Claude de 1975 à 1994[23].
- 29 décembre à Metz : Jean Lhote, né le 29 décembre 1925 à Lunéville, historien français.